# Богданов, Орест Сергеевич
Оре́ст Серге́евич Богда́нов (27 апреля [10 мая] 1906, Санкт-Петербург — 10 января 1998) — российский и советский учёный, инженер, специалист в области обогащения полезных ископаемых, в частности процессов флотации. Доктор технический наук, профессор. Заслуженный деятель науки и техники РСФСР, лауреат Государственной премии СССР.

## Биография
Мать Ореста П. О. Богданова-Бельская, поэтесса Серебряного века, была любовницей эсера Е. С. Сазонова, от которого 10 (23) мая 1906 года в Санкт-Петербурге родила близнецов Ореста и Эраста, уже будучи замужем за С. И. Богдановым.
После окончания Ленинградского горного института в 1929 году Орест поступил на работу в научно-исследовательский и проектный институт «Механобр», где проработал до 1994 года.
В Механобре начал работать младшим инженером, затем прошёл путь до заместителя директора по научной работе, проработав в этой должности с 1956 по 1961 год. С 1961 года возглавлял отдел физико-химических исследований флотационного процесса и флотореагентов. Под руководством Богданова коллектив отдела разработал теоретические физические и физико-химические закономерности процессов флотации. В этот же период в лаборатории флотореагентов проводились исследования, внёсшие значительный вклад в развитие технологий обогащения металлических руд и неметаллических полезных ископаемых. За создание флотореагента ИМ-50 и внедрение на его основе технологии обогащения руд редких металлов О. С. Богданов в составе коллектива учёных и инженеров институт «Механобр» был удостоен Государственной премии СССР.
В течение нескольких лет Орест Сергеевич являлся представителем СССР на Международном комитете конгрессов по обогащению полезных ископаемых.
Скончался 10 января 1998 года

## Награды и звания
- Орден Октябрьской Революции
- Два ордена Трудового Красного Знамени
- Заслуженный деятель науки и техники РСФСР
- Государственная премия СССР
- Почётный член Академии горных наук России

## Публикации и редакторская работа
О. С. Богданов известен как автор основополагающих трудов по теории флотации, а также как инициатор и непосредственный участник издания «Справочника по обогащению руд», выдержавшего два издания, а также научно-технического бюллетеня «Обогащение руд», ответственным редактором которого он был до 1994 года. Также Богданов входил в состав редколлегии журнала «Цветные металлы». Всего им было опубликовано более 200 работ, результаты которых освещались на всесоюзных и международных конференциях.
- Богданов О. С. Сборник научно-исследовательских работ по теории и практике флотации. Вып. 2. Л.—М., 1938.
- Богданов О. С. Результату флотации медных руд СССР и основы методики их испытаний. Л.—М., ГОНТИ, 1939.
- Богданов О. С., Суховольская С. Д., Филановский М. Ш. и др. Вопросы теорий флотации. Под ред: О. С. Богданова. Л.-М.: Металлургиздат, 1941.
- Богданов О. С. Флотация. Вопросы теории и практики. М.: Металлургиздат, 1945.
- Богданов О. С. Изучение действия флотационных реагентов путём применения радиоактивных изотопов. М., Металлургиздат, 1952.
- Богданов О. С., Каковский И. А. Теоретические исследования флотационного процесса. Доклады на 3-й сессии института «Механобр», Л., 1955.
- Труды III научно-технической сессии института Механобр. Отв. ред. О. С. Богданов. М.: Металлургиздат, 1955.
- Состояние техники обогащения и основные направления её совершенствования. Магадан, Отд. техн. информации Дальстроя, 1956.
- Обогащение и агломерация полезных ископаемых северо-западных районов СССР. Сборник статей. Под ред. О. С. Богданова и др. Л., 1957.
- Богданов О. С., и Шапиро Р. Б. Основные процессы и схемы обогащения железных руд. Л., 1958.
- Богданов О. С. Доклад на IV Научно-технической сессии института «Механобр» на тему «О кинетике поглощения флотационных реагентов минералами». Л., 1958.
- Состояние и перспективы развития техники обогащения железных руд и окускования концентратов. Сборник статей. Под ред. О. С. Богданова и др. Л., 1959.
- Вопросы теории и технологии флотации. Под научн. руководством и ред. О. С. Богданова. Л., 1959.
- Вопросы обогащения руд. Сборник статей под ред. О. С. Богданова и др. Л., 1960.
- Изучение физико-химических основ процесса флотации с применением радиоактивных изотопов. Сборник статей. Под ред. О. С. Богданова. Л., 1961.
- 5-й Международный конгресс по обогащению полезных ископаемых. Лондон. 1960. [Доклады]. Пер. с англ. Под общ. ред. О. С. Богданова и канд. техн. наук В. Ю. Бранда. М., Гсгсгортехиздат, 1962.
- Обогащение железных руд. [Сборник статей] Под ред. О. С. Богданова и др. Т. 1. Л., 1963.
- Богданов О. С., Михайлова. Н. С. Механизм действия анионного и катионного собирателей при флотации железных минералов. Л., 1965.
- Исследование, действия флотационных реагентов. Сборник статей. Под общ. руководством и ред. О. С. Богданова. Л., 1965.
- Богданов О. С., Поднек Л. К. Исследование действия фосфата натрия на галенит, сульфиды меди и сфалерит. Л., 1965.
- Труды V научно-технической сессии института «Механобр». Глав. ред. О. С. Богданов. Т. 1. Л., 1967.
- Исследование некоторых физико-механических закономерностей обогатительных процессов. Сборник статей. Под ред. О. С. Богданова и Б. В. Кизевальтера. Л., 1971.
- Справочник по обогащению руд. В 3-х т. Гл. ред. О. С. Богданов. Т. 1. М.: Недра, 1972.
- Богданов О. С., Гольман А. М., Каковский И. А. и др. Физико-химические основы теории флотации. М.: Наука, 1983.
- Коллектив авторов. Справочник по обогащению руд : в 4 т. / гл. ред. О. С. Богданов. — 2-е изд., перераб. и доп. — М. : Недра, 1982—1984.
- Богданов О. С. Методические указания по выбору типа, размеров и количества камер флотационных машин. Л., 1985.